# Spitzenverband Fachärzte Deutschlands
Der Spitzenverband Fachärztinnen und Fachärzte Deutschlands e.V. (SpiFa) ist ein Dachverband selbständiger, freier und fachärztlicher Berufsverbände.
2005/2006 wurde der informelle Gesprächskreis „Potsdamer Runde“ ins Leben gerufen. In dessen Rahmen tauschten sich die angeschlossenen Berufsverbände regelmäßig über die Anliegen der Fachärzte aus. Im Juli 2012 wurde der Name geändert in „Spitzenverband Fachärzte Deutschlands e.V. (SpiFa)“. Auf einstimmigen Beschluss der Mitgliederversammlung im Oktober 2023 erfolgte eine Namenserweiterung. Seit Anfang März 2024 trägt der SpiFa nun den offiziellen Namen „Spitzenverband Fachärztinnen und Fachärzte Deutschlands e.V.“.
Daneben repräsentiert der SpiFa die Interessen der deutschen Fachärzteschaft auch auf europäischer Ebene und ist Mitglied in der European Union of Medical Specialists. Der SpiFa verfolgt das Anliegen, Versorgung in Deutschland mitzugestalten und hat zu diesem Zweck eine Tochtergesellschaft, die Sanakey GmbH, gegründet. Seit Februar 2022 ist der SpiFa als Berufsverband im Lobbyregister für die Interessenvertretung gegenüber dem Deutschen Bundestag und der Bundesregierung eingetragen.

## Struktur
Der Dachverband vertritt mit seinen 35 ordentlichen und assoziierten Mitgliedsverbänden die Interessen von über 150.000 der in Deutschland tätigen Fachärzte in Klinik und Praxis. Die Fachärztinnen und Fachärzte sind in der ärztlichen Grundversorgung, der spezialisierten und hochspezialisierten Versorgung tätig, ob in einer Praxis, einem Medizinischen Versorgungszentrum, einem Krankenhaus oder in der Hochschulmedizin.
| Abkürzung              | Verband                                                                                                  |
| ---------------------- | --- |
| Ordentliche Mitglieder | |
| ALM                    | Akkreditierte Labore in der Medizin e.V.                                                                 |
| BAO                    | Bundesverband Ambulantes Operieren e.V.                                                                  |
| BdB                    | Bundesverband der Belegärzte und Belegkrankenhäuser e.V.                                                 |
| BDI                    | Berufsverband Deutscher Internistinnen und Internisten e.V.                                              |
| BDNC                   | Berufsverband Deutsche Neurochirurgie e.V.                                                               |
| BDNukl                 | Berufsverband Deutscher Nuklearmediziner e.V.                                                            |
| BDNR                   | Berufsverband Deutscher Neuroradiologen e.V.                                                             |
| BdP                    | Bundesverband der Pneumologie, Schlaf- und Beatmungsmedizin e.V.                                         |
| BDPM                   | Bundesverband Psychosomatische Medizin und Ärztliche Psychotherapie e.V.                                 |
| BDR                    | Berufsverband der Deutschen Radiologie e.V.                                                              |
| BNC                    | Berufsverband Niedergelassener Chirurgen e.V.                                                            |
| bng                    | Berufsverband Niedergelassener Gastroenterologen Deutschlands e.V.                                       |
| BNGO                   | Berufsverband Niedergelassener und ambulant tätiger Gynäkologischer Onkologen in Deutschland e.V.        |
| BNHO                   | Berufsverband der Niedergelassenen Ärztinnen und Ärzte für Hämatologie und Onkologie in Deutschland e.V. |
| BNK                    | Bundesverband Niedergelassener Kardiologen e.V.                                                          |
| BRZ                    | Bundesverband Reproduktionsmedizinischer Zentren e.V.                                                    |
| BVAD                   | Berufsverband der AngiologInnen Deutschlands e.V.                                                        |
| BVA                    | Bundesverband der Augenärzte Deutschlands e.V.                                                           |
| BVDD                   | Berufsverband der Deutschen Dermatologen e.V.                                                            |
| BVDH                   | Berufsverband Deutscher Humangenetiker e.V.                                                              |
| BvDU                   | Berufsverband der Deutschen Urologie e.V.                                                                |
| BVF                    | Berufsverband der Frauenärztinnen und Frauenärzte e.V.                                                   |
| BVHNO                  | Deutscher Berufsverband der Hals-Nasen-Ohrenärzte e.V.                                                   |
| BVND                   | Bundesverband Niedergelassener Diabetologen e.V.                                                         |
| BVOU                   | Berufsverband für Orthopädie und Unfallchirurgie e.V.                                                    |
| BVPRM                  | Berufsverband für Physikalische und Rehabilitative Medizin e.V.                                          |
| DBVPP                  | Deutscher Berufsverband der Fachärzte für Phoniatrie und Pädaudiologie e.V.                              |
| DFV                    | Deutscher Facharztverband e.V.                                                                           |
| DGMKG                  | Deutsche Gesellschaft für Mund-, Kiefer- und Gesichtschirurgie e.V.                                      |
| DGPRÄC                 | Deutsche Gesellschaft für Plastische, Rekonstruktive und Ästhetische Chirurgie e.V.                      |
| DN                     | Verband Deutsche Nierenzentren (DN) e.V.                                                                 |
| Assoziierte Mitglieder | |
| DGH                    | Deutsche Gesellschaft für Handchirurgie e.V.                                                             |
| MEDI                   | MEDI GENO Deutschland e.V.                                                                               |
| VIR                    | Virchowbund, Verband der niedergelassenen Ärztinnen und Ärzte Deutschlands e.V.                          |
| PVS                    | Verband der Privatärztlichen Verrechnungsstellen e.V.                                                    |

Ziel des SpiFa ist die Darstellung und Vertretung der übergeordneten Interessen der Fachärztinnen und Fachärzte in Klinik und Praxis sowie deren politische Durchsetzung auf Bundes- und Landesebene sowie die Darstellung in der Öffentlichkeit. Er bündelt die fachärztlichen Interessen und vertritt diese gegenüber Politik, Selbstverwaltung und anderen freien Verbänden.

## Mitgliedschaften
Der SpiFa ist Mitglied in der 2007 gegründeten Allianz Deutscher Ärzteverbände und darüber hinaus über seine Vorstandsmitglieder, die Vorsitzenden der ständigen Ausschüsse und den Hauptgeschäftsführer in verschiedenen Gremien in der Selbstverwaltung und in Unternehmen vertreten.
Seit 1. Januar 2017 vertritt der SpiFa als größter deutscher Facharztdachverband die fachärztlichen Interessen auch auf europäischer Ebene bei der UEMS.

## Organisation und Vorstand
Der Verband wird von einem auf vier Jahre gewählten Vorstand geleitet. Dieser besteht aus einem Vorstandsvorsitzenden und drei Stellvertretern. Als Vorstandsmitglied können nur die fachärztlichen Vorsitzenden oder andere fachärztliche Mitglieder des Vorstandes eines Berufsverbandes innerhalb des SpiFa gewählt werden.
Vorstandsvorsitzende des SpiFa:
- von 2012 bis 2013 Thomas Scharmann,
- von 2013 bis 2015 Andreas Gassen,
- seit 2015 Dirk Heinrich

Die Mitgliederversammlung ist das maßgebliche und beschlussgebende Organ des Verbandes. In ihr sind alle ordentlichen Mitglieder des SpiFa mit Stimmrecht vertreten. Assoziierte Mitglieder verfügen über ein Anwesenheits- und Rederecht.
Die Positionen des SpiFa und damit der deutschen Fachärzteschaft werden in thematischen Fachausschüssen beraten und erarbeitet.
Ein weiteres Organ ist der Hauptgeschäftsführer des SpiFa. Er unterstützt den Vorstand bei der Außendarstellung des Verbandes zur Umsetzung der genannten Ziele. Der Hauptgeschäftsführer ist zudem für die Verwaltung des SpiFa und der sich daraus ergebenden operativen Geschäfte des Verbandes zuständig. Hauptgeschäftsführer des SpiFa ist seit September 2024 André Byrla.